# Kono Subarashii Sekai ni Shukufuku o!/Episodenliste

Schriftzug

Diese Episodenliste enthält alle Episoden der japanischen Animeserie Kono Subarashii Sekai ni Shukufuku o!, kurz Konosuba sowie deren Spezial-Episoden (OVA) und Kinofilme.

## Hintergrund
Am 25. Mai 2015 wurde im Magazin Sneaker Bunko des Verlages Kadokawa angekündigt, das die Manga- und Light-Novel-Serie Kono Subarashii Sekai ni Shukufuku o! der Mangaka Natsume Akatsuki eine Umsetzung als Animeserie erhalten werde. Als Regisseur wurde Takaomi Kanasaki bestätigt; Das Animationsstudio ist Studio Deen. Im August gleichen Jahres wurde bekannt, dass die Serie ab Januar des Jahres 2016 ausgestrahlt werden soll. In Japan wurde die erste Episode am 13. Januar 2016 unter anderem bei Tokyo MX gezeigt, während die Serie in Nordamerika im Simulcast bei AnimeLab und Crunchyroll gestreamt wurde. Die erste Staffel umfasst zehn Episoden und eine OVA. Sie verarbeitet die ersten beiden Bände der Mangaserie.
Mitte März 2016 wurde eine zweite Staffel für das kommende Jahr bestätigt. Auch die zweite Staffel, die unter Kono Subarashii Sekai ni Shukufuku o! 2 veröffentlicht wurde, entstand durch Takaomi Kanasaki im Auftrag von Studio Deen. Die zweite Staffel, die ebenfalls zehn Episoden und eine OVA aufweist, greift die Geschehnisse der Bände drei und vier auf.
Im Juli des Jahres 2017 wurde ein neues Anime-Projekt angekündigt, ohne jedoch das genaue Format bekannt zu geben. Im Juni 2018 wurde die Produktion eines Anime-Spielfilms angekündigt, der 2019 erscheint. Während der Cast um Regisseur weitestgehend erhalten bleibt wurde bekannt, dass das Animationsstudio J.C.Staff den Kinofilm produziert.

## Hauptserie

### Kono Subarashii Sekai ni Shukufuku o!
| Nr. (ges.) | Nr. (St.) | Deutscher Titel                    | Originaltitel                                                                   | Zusammenfassung | Erstausstrahlung Japan | Deutschsprachige Erstausstrahlung (D) |
| ---------- | --------- | ---------------------------------- | ------------------------------------------------------------------------------- | --- | ---------------------- | ------------------------------------- |
| 1          | 1         | Ich bin eine Göttin, was sonst?    | この自称女神と異世界転生を! (Kono Jishō Megami to Isekai Tensei o!)             | Der Hikikomori Kazuma Satō stirbt auf dem Nachhauseweg beim Versuch ein Mädchen zu retten. In der Unterwelt macht sich die Göttin des Wassers Aqua über die Umstände seines Ablebens lustig und bietet Kazuma an in einer MMORPG-ähnlichen Welt wiedergeboren zu werden um den Dämonenkönig zu besiegen, wobei ihm eine göttliche Waffe oder Fähigkeit zugestanden wird. Aufgrund der vorherigen Provokationen beschließt Kazuma Aqua mit in die neue Welt zu nehmen. Dort schlagen die beiden sich zunächst mit Gelegenheitsarbeiten durch um etwas Geld zu verdienen, ehe sie auf ihre erste Quest gehen. | 13. Jan. 2016          | 17. Juli 2020                         |
| 2          | 2         | Love, Chunibyo & other Explosions! | この中二病に爆焔を! (Kono Chūnibyō ni Bakuen o!)                                | Nachdem der erste Tag der Quest mehr schlecht als recht verläuft, versuchen Kazuma und Aqua neue Mitstreiter für ihre Party zu finden. Diese finden sie in der Erzmagierin Megumin, die einen verheerenden Explosionszauber anwenden kann. Doch in der Quest stellt sich sehr schnell heraus, dass auch Megumin sich eher als nutzlos erweist, da der Explosionszauber ihr ganzes Mana verbraucht und sie nach Anwendung des Zaubers für einige Zeit bewegungsunfähig ist. Hinzu kommt ihre Sturheit, andere Magiezauber zu erlernen. Die Quest kann dennoch mit Ach und Krach gemeistert werden. Am Ende der Episode sieht man eine Kreuzritterin sich der Gruppe nähern. | 20. Jan. 2016          | 20. Juli 2020                         |
| 3          | 3         | Man of Steal                       | この右手にお宝（ぱんつ）を! (Kono Migite ni Otakara (Pantsu) o!)                | Die Kreuzritterin stellt sich unter dem Namen Darkness vor und schließt sich der Gruppe an. Doch schon bald stellt er bei Darkness ein ungewöhnliches Verhalten fest. Chris, eine Freundin von Darkness, bringt Kazuma die Diebfähigkeit „Stehlen“ bei, mit der er unbeabsichtigterweise in der Lage ist, die Höschen seines Gegenübers zu erlangen. Später werden sämtliche Abenteurer der Stadt vor das Haupttor beordert um eine Horde Salatmonster für die jährliche Ernte zu besiegen. Dort zeigt Darkness sowohl ihre Fähigkeit sämtliche Attacken ihrer Gegner standhalten zu können als auch ihre masochistische Natur. | 27. Jan. 2016          | 21. Juli 2020                         |
| 4          | 4         | Dullahan's (exploding) Castle      | この強敵に爆裂魔法を! (Kono Kyōteki ni Bakuretsu Mahō o!)                       | Da aufgrund des Erreichens verschiedener Generäle des Dämonenkönigs in der Nähe des Dorfes Axel die Quests ausbleiben, beschließen Megumin und Kazuma die Zeit zu nutzen, um an ihrer Explosionsmagie zu arbeiten. Tag für Tag gehen die beiden in die Nähe eines scheinbar verlassenen Schlosses, dass von Megumin mit Explosion dem Erdboden gleichgemacht wird. Dies führt dazu, dass der Dullahan Verdin eines Tages vor Axels Stadttor erscheint und sich über die Dreistigkeit, sein Schloss täglich mit Explosionsmagie zu verwüsten, beschwert. Er belegt Darkness mit dem Todeszauber und fordert Megumin, die sich kurz zuvor als Übeltäterin zu erkennen gibt, auf zu seinem Schloss zu kommen um Darkness Leben zu retten. Kurz nachdem Verdin das Feld verlässt, hebt Aqua dank ihrer göttlichen Fähigkeiten den Todesfluch auf. | 03. Feb. 2016          | 22. Juli 2020                         |
| 5          | 5         | Sword Guy                          | この魔剣にお値段を! (Kono Maken ni Onedan o!)                                   | Die Gruppe möchte Geld verdienen. Da jedoch nur schwierige Herausforderungen verfügbar sind, beschließt Aqua eine Aufgabe anzunehmen einen verseuchten See mit ihrer Magie zu reinigen und die dort lebenden Alligatoren zu vertreiben. Die Aufgabe erweist sich als nicht sonderlich einfach, da Aqua während der Reinigung von den Alligatoren attackiert wird. Ein Käfig, der extra für die Aufgabe ausgeliehen wurde, schützt die Göttin allerdings vor großem körperlichen Schaden, wird dabei aber traumatisiert. Auf dem Weg zurück nach Axel trifft die Party auf Kyōya Misurugi, der vor Kazumi von Aqua in diese Spielewelt geschickt wurde. Dieser verwickelt Kazuma aufgrund des Missverständnisses – Mitsurugi denkt, das Aqua gegen ihren Willen gefangen gehalten wird – in ein Duell, in dessen Folge Kazuma Mitsurugis göttliches Schwert mithilfe seiner Diebesfähigkeit stiehlt und es gegen ihn anwendet. Am nächsten Tag versucht Mitsurugi sein Schwert zurückzubekommen, muss jedoch entsetzt feststellen, das Kazuma dieses verkauft hat. Kurz darauf wird Kazumas Truppe vor das Tor Axels zitiert, wo der Dullahan auf sie wartet. | 10. Feb. 2016          | 23. Juli 2020                         |
| 6          | 6         | Is this a Zombie Knight?           | このろくでもない戦いに決着を! (Kono Rokudemonai Tatakai ni Ketchaku o!)         | Sichtlich erbost darüber, das Megumin seinen Aufforderungen nicht gefolgt ist und sein Schloss nach wie vor von ihr für ihr Magietraining missbraucht wird, beschwört dieser, nachdem sich Aquas Heilmagie als sehr effektiv gegen ihn erweist, eine Horde untoter Gefolgsleute. Diese werden allerdings schnell von Megumins Explosionsmagie besiegt. Während Darkness gegen den Dullahan Verdia antritt, schafft es Kazuma Verias Schwäche gegenüber das Wasserelement ausfindig zu machen und befiehlt Aqua diesen mit Wassermagie anzugreifen, woraufhin diese eine Flut erzeugt, in dessen Folge der Dullahan geschwächt wird. Kazuma ist in der Lage den Kopf des Dullahan dank seiner Fähigkeit zu stehlen und angreifbar für Aquas Heilmagie zu machen. Am nächsten Tag erhält die Truppe ein enormes Preisgeld für das erfolgreiche Erledigen der Quest, wobei diese gegen die entstandenen Unkosten für die Reparatur der Stadt entgegen gerechnet wird und enorme Schulden überbleiben. | 17. Feb. 2016          | 24. Juli 2020                         |
| 7          | 7         | Stirb (noch mal) langsam           | この凍えそうな季節に二度目の死を! (Kono Kogoesō na Kisetsu ni Nidome no Shi o!) | Da die Gruppe Geld benötigt um ihre Schulden begleichen zu können beschließen sie, trotz des kalten Wetters, eine Quest anzunehmen in der man Schneegeister umbringen muss. Die Jagd nach diesen Geistern zieht die Aufmerksamkeit eines starken Wintershoguns auf sich, der Kazuma umbringt und ins Jenseits der Spielewelt befördert. Dort erscheint ihm Eris, die ihn die Möglichkeit anbietet, wieder als Mensch in der realen Welt wiedergeboren zu werden. Doch bevor es dazu kommt wendet Aqua ihren Wiederbelebungszauber an und bringt Kazuma in die Spielewelt zurück. | 24. Feb. 2016          | 27. Juli 2020                         |
| 8          | 8         | Noob Exorcist                      | この冬を越せない俺達に愛の手を! (Kono Fuyu o Kosenai Ore-tachi ni Ai no Te o!)  | Kazuma und Aqua besuchen ein Magiegeschäft, das von der gutherzigen Lich Wiz, einer früheren Generälin des Dämonenkönigs geführt wird. Nachdem sie Kazuma die Fähigkeit eines kraftzehrenden Griffs beigebracht hat, geht die Truppe auf eine Quest eine verfluchte Villa zu exorzieren. Im Gegenzug dafür dürfen Kazuma und seine Mitstreiterinnen den Winter in ebendieser Villa verbringen. Später in der Nacht sehen sich Megumin und Kazuma gezwungen vor verfluchten Spielzeugpuppen zu fliehen und das Badezimmer aufzusuchen. Der Gruppe gelingt es dennoch, die Seelen zu befrieden und von den Seelen zu befreien. Es stellt sich heraus, dass Aqua nicht unschuldig an der Misere gewesen ist, da ihre Aktionen auf dem Friedhof als sie Wiz zum ersten Mal begegneten verantwortlich sind. | 02. Mär. 2016          | 28. Juli 2020                         |
| 9          | 9         | Sukkubus heißer Lieferservice      | この素晴らしい店に祝福を! (Kono Subarashii Mise ni Shukufuku o!)                | Kazuma trifft beim Schlendern in Axel auf seine Freunde und Abenteuerkollegen Keith und Dust und gehen gemeinsam in ein Geschäft, welches von Succubi geführt wird und männliche Abenteurer Entspannung von der Arbeit durch erotische Träume verschaffen. Nachdem Kazuma ein fürstliches Abendessen mit seinen Mitstreiterinnen in der Villa hatte und in der Badewanne eingeschlafen ist, denkt er irrtümlich bereits einen erotischen Traum von Darkness zu haben und befiehlt dieser ihn zu waschen. Allerdings ist es Aqua, die den Succubus gefangen nimmt, bevor sie Kazuma seinen Traum verabreichen kann. So verhilft er dem Succubus-Mädchen zur Flucht, wird dabei aber von Aqua, Megumin und Darkness verprügelt. Am nächsten Morgen ist das Dorf in Aufruhr da die mobile Festung „Destroyer“ sich der Stadt nähert. | 09. März. 2016         | 28. Juli 2020                         |
| 10         | 10        | Die wandelnde Festung              | この理不尽な要塞に終焔を! (Kono Rifujin na Yōsai ni Shūen o!)                   | Kazuma und seine Party sind mittlerweile gut auf die drohende Gefahr vorbereitet. Während Megumin und Wiz gemeinsam einen Explosionszauber auf den Gegner abfeuern um den magischen Schild zu durchbrechen verrät Darkness Kazuma, das sie aus einer wohlhabenden Familie stamme sowie in einem richtigen Namen: Dustiness Lord Lalatina. Mithilfe der Explosionsmagie von Megumin und Wiz, sowie Aquas Magie, gelingt es der Gruppe den Schild zu zerstören und der Festung erheblichen Schaden zuzufügen, wodurch allerdings die Selbstzerstörungsfunktion aktiviert wird. Kazuma schafft es mit seiner Gruppe den Kern zu finden und mithilfe von Wiz irgendwoandershin zu teleportieren, bevor Megumin ein weiteres Mal ihre Explosionsmagie wirkt. Nachdem wieder Frieden in Axel eingekehrt ist, sieht sich Kazuma mit einer Verhaftung konfrontiert, da der willkürlich teleportierte Kern der Maschine das Anwesen eines noblen Herren zerstört hat. | 16. März 2016          | 29. Juli 2020                         |

### Kono Subarashii Sekai ni Shukufuku o! 2
| Nr. (ges.) | Nr. (St.) | Deutscher Titel                  | Originaltitel                                                                  | Zusammenfassung | Erstausstrahlung Japan | Deutschsprachige Erstausstrahlung (D) |
| ---------- | --------- | -------------------------------- | ------------------------------------------------------------------------------ | --- | ---------------------- | ------------------------------------- |
| 11         | 1         | Law & Order: Axel                | この不当な裁判に救援を! (Kono Futō na Saiban ni Kyūen o!)                      | Kazuma wird verdächdigt, dem Dämonenkönig nahezustehen, da der Kern der mobilen Festung „Destroyer“ nach einer willkürlichen Teleportation das Anwesen eines noblen Herren in die Luft gesprengt hat. Da er von den übrigen Anwesenden keinen Rückhalt erfährt, wird er verhaftet und in eine Gefängniszelle gebracht. Mehrere Pläne Aquas, Kazuma zu befreien scheitern kläglich, teils ihrer geringen Intelligenz geschuldet. Beim Verhör mit Sena, in welchem ein magischer Lügendetektor zur Anwendung kommt, erhärtet sich der Verdacht aufgrund seines Kontaktes mit Wiz, und außerdem kommen diverse kleinere Vergehen perverser Natur ans Tageslicht. Kazuma wird vor Gericht gestellt, allerdings nicht verurteilt. Alderp, das Opfer der Explosion, versucht indes den Richter zu manipulieren und den Beschuldigten exekutieren zu lassen. Erst Darkness’ Eingreifen, in der sie ihre wahre Identität preisgibt, rettet Kazuma schließlich das Leben, wobei der Verdacht, ein Untertan des Dämonenkönigs zu sein, bestehen bleibt.                                                       | 12. Jan. 2017          | 03. Aug. 2020                         |
| 12         | 2         | Yunyuns Book of Friends          | この紅魔の娘に友人を! (Kono Kōma no Musume ni Yūjin o!)                        | Mehrere Tage vergehen und Darkness ist nach wie vor nicht zur Villa der Gruppe zurückgekehrt. Megumin findet eine Katze, die sie Chomusuke tauft, und bringt diese mit nach Hause. Nachdem die Drei von Sena damit beauftragt werden, riesige Frösche in der Nähe von Axel zu erledigen, sehen sich diese schnell in der Unterzahl. Erst durch Yunyuns Hilfe gelingt es, die Gegner niederzustrecken. Nach einem ereignisvollen Duell zwischen den beiden, welches Megumin für sich entscheiden kann, beschließen Kazuma und Megumin nach einem längeren Streitgespräch ein gemeinsames Bad zu nehmen, was zu einer Panik führt als Aqua wieder ins Anwesen zurückgekehrt ist. Am darauffolgenden Tag haben Megumin und Yunyun in Wiz’s Geschäft abermals ein Duell, in der es darum geht, wer von den beiden den Freundschaftskristall am besten einzusetzen vermag, welcher diverse Peinlichkeiten beider aufdeckt und am Ende durch Megumin zerstört wird um weitere Aufdeckungen zu vermeiden.                                                                                                  | 19. Jan. 2017          | 04. Aug. 2020                         |
| 13         | 3         | Kazumas Reise ins Labyrinth      | この迷宮の主に安らぎを! (Kono Meikyū no Aruji ni Yasuragi o!)                  | Um etwas Geld zu verdienen beschließen Aqua und Kazuma einen erst kürzlich entdecken Tunnel in „Keeles Dungeon“ zu erkunden, wo sie auf Gremlins, Mimics und einer Vielzahl Untoter treffen. Später treffen sie auf den Meister des Dungeons, dem Erzpriester Keele, der eine/n Priester/in sucht, welche/r ihn mit seiner längst verstorbenen Frau wieder zusammenbringt. Nachdem Aqua Keele reinigt und sie den Schatz als Geschenk erhalten, findet Kazuma heraus, dass die Untoten durch die Heilmagie von Aqua angezogen werden. | 26. Jan. 2017          | 05. Aug. 2020                         |
| 14         | 4         | Lalatina: Love is War            | この貴族の令嬢に良縁を! (Kono Kizoku no Reijō ni Ryōen o!)                     | Darkness kehrt zur Truppe zurück und bittet diese sie vor einer arrangierten Hochzeit mit Aldorps Sohn Walther zu bewahren. Kazumi, der in dieser Situation eine Möglichkeit sieht Darkness loszuwerden, verspricht ihr zu helfen. So schlägt Kazuma vor, auf ein Hochzeitstreffen einzugehen und später alles zu ruinieren, was Kazuma heimlich zu verhindern versucht. Nachdem Darkness versucht, durch ihr rüdes Verhalten, Walther von der Heirat abzubringen, führt dies zu einem Eins-gegen-Eins-Duell mit Kazuma, das dieser mit unlauteren Mitteln für sich entscheidet. Die Hochzeit kann schließlich abgewendet werden, als Darkness ihren Vater belügt mit dem Kind Kazumas schwanger zu sein. Walter beschließt indes, seinem Vater zu sagen, das er selbst eine Heirat ausgeschlagen hat. | 02. Feb. 2017          | 06 Aug. 2020                          |
| 15         | 5         | Der Dämon mit der eisernen Maske | この仮面の騎士に隷属を! (Kono Kamen no Kishi ni Reizoku o!)                    | Als Resultat des magischen Kreises von Aqua in Keeles Dungeon erscheinen überall explosive Puppenmonster im Königreich, sodass Kazuma von Sena beordert wird, den Dungeon erneut aufzusuchen. Gemeinsam mit Darkness entdeckt Kazuma, dass der Erzmagier und General des Dämonenkönigs Vanir für das Erscheinen der Puppen verantwortlich ist. Durch eine eher glücklichen Attacke gelingt es den beiden, Vanir scheinbar zu besiegen, doch seine Maske nimmt alsbald Besitz von Darkness Körper was ihre ganze masochistische Seite zum Vorschein bringt. Nachdem Kazuma den magischen Kreis beseitigt und Vanirs Maske mit einem Siegel verschließt, versucht dieser Darkness Körper zu nutzen um Rache an Aqua zu nehmen. Als auch das Entfernen des Siegels keine Wirkung zeigt befiehlt Kazumi Megumin ihren Explosionszauber anzuwenden um Vanir zu bezwingen. Am nächsten Tag wird Darkness der Peinlichkeit präsentiert, da jeder sie bei ihrem richtigen Namen anspricht. Die Gruppe wird für das Besiegen Vanirs von ihren Schulden befreit und erhalten zudem eine stattliche Belohnung. | 09. Feb. 2017          | 07. Aug. 2020                         |
| 16         | 6         | The Ancient Lizard Bride         | この煩わしい外界にさよならを! (Kono Wazurawashī Gaikai ni Sayonara o!)         | Kazuma ist überrascht herauszufinden, das Vanir über mehrere Leben verfügt, inzwischen bei Wiz arbeitet und dem verdutzten Kazuma eine geschäftliche Partnerschaft vorschlägt, um Gegenstände aus Kazumas wirklicher Welt verkaufen zu können. Nachdem er einen irgendwie bedauerlichen Schwertkauf tätigt rückt die Gruppe aus, um eine Horde reptilartiger Monster zu besiegen. Der Plan, die Monsterhorde abzulenken, misslingt, unter anderem durch Kazumas Verschulden. Kazuma stirbt bei der Mission abermals, wodurch er wieder zu Eris gelangt. Während er darauf wartet, wiederbelebt zu werden, erkennt er in Eris die eigentliche Heldin und bittet sie, in der Menschenwelt wiedergeboren zu werden. Erst als er von Megumins drastischen Maßnahmen hört, etwas mit seinem Körper in der Spielewelt anzustellen, entscheidet er sich dagegen. | 16. Feb. 2017          | 10. Aug. 2020                         |
| 17         | 7         | Kite Hawk Down                   | このふてぶてしい鈍らに招待を! (Kono Futebuteshī Namakura ni Shōtai o!)         | Vanir sucht Kazuma in der Villa auf und bietet ihm an, die intellektuellen Rechte für Kazumas Produkte aus der Menschenwelt für einmalig 300 Millionen Eris oder eine monatliche Zahlung von einer Million Eris abzukaufen. Da Megumin nicht will, dass die Truppe durch den möglichen Reichtum vom Erkunden abgehalten wird, schlägt sie vor, nach Arcanretia zu den heißen Quellen zu fahren, um Kazumas frühere Verletzungen heilen zu lassen. Gemeinsam mit Wiz schließt sich die Gruppe einer Karawane aus Planwagen an, nur um später von einer Meute laufvogelähnlicher Kreaturen, die es auf Darkness’ „Härte“ abgesehen haben, attackiert zu werden. | 23. Feb. 2017          | 11. Aug. 2020                         |
| 18         | 8         | Für eine Handvoll Eris           | この痛々しい街に観光を! (Kono Itaitashī Machi ni Kankō o!)                     | Nachdem Kazuma und seine Mitstreiterinnen die vögelähnlichen Wesen in eine Höhle locken kann und Megumin diese mit ihrer Explosionsmagie zerstört, erreicht der Tross nach einem nächtlichen Aufeinandertreffen mit Untoten, die durch Aquas Kraft angezogen wurden, schließlich Arcanretia. Es schließt sich schnell heraus, das der Ort die Heimat der Axis Church ist, die Aqua gegründet hat. Während Darkness und Kazuma die Stadt erkunden, werden die beiden von vielen Bewohnern bedrängt ihrer Kirche beizutreten während diese auf Darkness herabsehen, da sie dem Eris Cult angehörig ist. | 02. Mär. 2017          | 12. Aug. 2020                         |
| 19         | 9         | Aqua Unchained                   | この不浄な温泉街に女神を! (Kono Fujō na Onsengai ni Megami o!)                 | Nachdem Kazuma zusieht, wie Aqua die Bewohner durch ihren Segen bekehrt, beschließt dieser in ein gemischtes Bad zu gehen, wo er auf einen sichtlich von den Einwohnern genervten Mann trifft. Aqua wird währenddessen von den Einwohnern, obwohl sie die Göttin ihrer Religion ist, von diesen aus den heißen Quellen verbannt, da sie versehentlich das Wasser durch Berührung reinigt. Auch als sie Identität als Göttin preisgibt, glauben die Einwohner ihr nicht, sondern bezichtigen sie stattdessen, dem Dämonenkönig untertänig zu sein und starten eine Hexenjagd. | 09. Mär. 2017          | 13. Aug. 2020                         |
| 20         | 10        | That Time I Got Eaten By A Slime | この素晴らしい仲間たちに祝福を! (Kono Subarashii Nakama-tachi ni Shukufuku o!) | Auf der Flucht vor dem wütenden Mob finden Kazuma und seine Mitstreiterinnen heraus, das die heißen Quellen durch den Mann aus dem gemischten Bad verursacht wird. Dieser gibt sich als Hans, einem General des Dämonenkönigs zu erkennen und nimmt alsbald seine wahre Gestalt als giftiger Schleim an. Als die Gruppe herausfindet, das Hans den Aufseher der Quellen absorbiert hat, greift Wiz diesen an, da er gegen das Abkommen verletzt hat während Aqua den See von dem Gift mithilfe der Kraft ihrer Gläubigen reinigt. Kazuma findet heraus, dass man noch wiederbelebt werden kann, wenn der Körper nicht gänzlich zersetzt wird und beschließt sich zu opfern, damit Megumin und Wiz ihren Gegner erheblich schwächen und Aqua schließlich besiegen kann. Anstatt dankbar zu sein wird die Gruppe aus der Stadt gejagt, da das heilige Wasser durch die Reinigung nur noch ganz normales Wasser geworden ist und kehren nach Axel zurück. | 16. März 2017          | 14. Aug. 2020                         |

### Kono Subarashii Sekai ni Shukufuku o! OVA 1-2
| Nr. (ges.) | Nr. (St.) | Deutscher Titel             | Originaltitel                                                             | Zusammenfassung | Erstausstrahlung Japan | Deutschsprachige Erstausstrahlung (D) |
| ---------- | --------- | --------------------------- | ------------------------------------------------------------------------- | --- | ---------------------- | ------------------------------------- |
| 21         | OVA1      | Choker Game                 | この素晴らしいチョーカーに祝福を! (Kono Subarashii Chōkā ni Shukufuku o!) | OVA. Bei einem Besuch der Truppe in Wiz’s Geschäft, treffen sie auf die Erzmagierin Yunyun, die sich selbst als Megumins Rivalin profiliert. Während eines Streites zwischen den beiden Magierinnen zieht Kazuma ein verzaubertes Halsband an, dass seinem Träger einen Wunsch erfüllen soll aber gleichzeitig innerhalb von vier Tagen durch Erstickung umbringt, sollte sich dieser in dieser Zeit nicht erfüllen. Da er aber nicht weiß, was er sich gewünscht hat, bringt er die Mädchen dazu unanständige Dinge zu tun und ihm jeden Wunsch zu erfüllen. Erst nachdem er sich am vierten Tage bei allen entschuldigt, fällt das Halsband ab, da sein Wunsch war, ein reines Leben ohne Sünde zu führen. Die fünf Mädchen sind sehr aufgebracht. Am Ende sieht man Kazuma bei Eris im Jenseits. Diese bittet ihn zukünftig nicht mehr auf eine derart bizarre Weise zu sterben. | 24. Jun. 2016          | 31. Juli 2020                         |
| 22         | OVA2      | Die Rückkehr der Abenteurer | この素晴らしい芸術に祝福を! (Kono Subarashii Geijutsu ni Shukufuku wo!)   | OVA. Kazuma trifft auf der Abenteurernovizin Ran, die sich als sein größter Fan vorstellt und Geschichten über vergangene Abenteuer hören möchte. So bietet er ihr ein stark alkoholisiertes Getränk an, wird aber kurz darauf von Luna auf Mission geschickt einen riesigen, mechanischen Golem zu besiegen. Nach dem irgendwie geglückten Ende der Mission berichtet Kazuma in etwas überdimensionierten Ausuferung von seinen Heldentaten, ehe er abermals in die Ruinen zur Erkundung geschickt wird. Beim Erkunden findet die Truppe ein Tagebuch eines Japaners, der vor Jahren von Aqua in diese Welt geschickt wurde um den Dämonenkönig zu besiegen. Mit der Zeit verliert er das Interesse an seiner Mission und verbringt die Zeit damit, Bishōjo-Roboter zu entwickeln. Interessiert sucht er nach der Werkstatt und findet tatsächlich einen dieser Roboter, der durch Aqua aktiviert wird. Der Roboter zieht eine Peitsche um ihren Meister zu bestrafen. Kazuma erinnert sich daran, im Tagebuch gelesen zu haben, dass der Erfinder mit der Zeit eine masochistische Neigung entwickelt habe. Sie fliehen und Megumin jagt die Ruine in die Luft. In der Gilde erzählt er Ran abermals seine Geschichte, wobei sie inzwischen sichtlich genervt die Gaststätte verlässt. Kazuma folgt Ran und sieht wie sie mit Luna in einem Streit geraten ist. Da Kazuma ihr zur Hilfe eilen will, hört er, wie Ran von Luna mehr Geld für ihre Mission, Kazumas Geschichten zuzuhören um ihn zu motivieren, fordert. Kazuma ist davon nicht begeistert und wendet bei den beiden seine Diebfähigkeit „Stehlen“ an. | 24. Juli 2017          | 14. Aug. 2020                         |

## Kinofilme
| Titel                                                   | Art        | Regisseur        | Studio    | Veröffentlichung (Japan) | Veröffentlichung (Deutschland) |
| ------------------------------------------------------- | ---------- | ---------------- | --------- | ------------------------ | ------------------------------ |
| Kono Subarashii Sekai ni Shukufuku o!: Kurenai Densetsu | Anime-Film | Takaomi Kanasaki | J.C.Staff | 2019                     | 2019                           |